# Безвкусница
Безвку́сница, или А́ксирис (лат. Axyris) — род травянистых растений семейства Амарантовые (Amaranthaceae).

## Ботаническое описание
Однолетние травянистые однодомные растения со звёздчатым опушением. Листья очерёдные, зелёные, от овальных или широкояйцевидных до продолговато-ланцетных или узколанцетных, цельнокрайные.
Цветки однополые; тычиночные — собраны в конечные колосовидные соцветия, листочков околоцветника 3—5, белоплёнчатые; пестичные — по нескольку в пазухах кроющих листьев. Плоды вертикальные, диморфные (гетерокарпные и гетероспермные), тёмные (тёмно-серые или тёмно-бурые) или светлые (коричневые), сжатые с боков, голые.

## Виды
Род включает 7 видов:
- Axyris amaranthoides L. typus — Безвкусница щирицевидная, или Безвкусница щирицевая
- Axyris caucasica (Sommier & Levier) Lipsky — Безвкусница кавказская
- Axyris hybrida L. — Безвкусница гибридная
- Axyris koreana Nakai
- Axyris mira Sukhor.
- Axyris prostrata L. — Безвкусница простёртая
- Axyris sphaerosperma Fisch. & C.A.Mey. — Безвкусница шароплодная